# Tiroidite silente
La  tiroidite silente  è un tipo di tiroidite subacuta che si manifesta in persone già affette da una malattia autoimmunitaria.

## Epidemiologia
Colpisce prevalentemente le donne che hanno portato a termine una gravidanza, in particolare si manifesta nel 5% di queste, in un periodo compreso tra i 3 e i 6 mesi dopo il parto (viene quindi definita anche tiroidite post-partum). È molto più frequente nelle pazienti affette da diabete mellito di tipo 1.

## Presentazione clinica
Come per la tiroidite subacuta di De Quervain l'andamento prevede una fase iniziale, della durata compresa tra le 2 e le 4 settimane di tireotossicosi, seguite da ipotiroidismo per 1 o 3 mesi fino alla risoluzione finale.
Clinicamente la patologia si presenta, a differenza della tiroidite di De Quervain, senza ingrandimento della tiroide (che risulta non palpabile e non dolente). La sintomatologia correla con l'andamento della produzione di ormoni:
- durante la crisi tireotossica il paziente può lamentare astenia e presentare episodi di tachicardia sinusale;
- durante la fase ipotiroidea il paziente è generalmente asintomatico.

## Esami bioumorali
La malattia è caratterizzata da un aumento della VES e la presenza di anticorpi anti-TPO.

## Terapia
Una terapia a base di propranololo è indicata solo nei pazienti con importanti manifestazioni da ipertiroidismo. La terapia ormonale sostitutiva a base di tiroxina può essere indicata nella fase di ipotiroidismo.

## Prognosi
Generalmente si ha remissione completa. Alcuni pazienti possono andare incontro a un ipotiroidismo stabile.